# Pilea ecbolophylla
Pilea ecbolophylla är en nässelväxtart som beskrevs av Donn. Smith. Pilea ecbolophylla ingår i släktet pileor, och familjen nässelväxter. Inga underarter finns listade i Catalogue of Life.